# Empis lucida
Empis lucida är en tvåvingeart som beskrevs av Zetterstedt 1838. Empis lucida ingår i släktet Empis och familjen dansflugor. Arten är reproducerande i Sverige. Inga underarter finns listade i Catalogue of Life.